# 因明正理门论
《因明正理门論》（梵文： Hetuvidyā nyāya dvāra śāstra），全一卷。印度陳那撰，唐代玄奘譯，又稱《正理門論》、《理門論》，收錄於《大正藏》第三十二册論集部。

## 地位與內容
《因明正理門論》為印度新因明学重要理論著作，由佛教新因明學大師陈那（Diṅnāga） 著。當時外道盛行，佛教正道不顯被斥為外道，因此振興佛教，必须依靠完整的理論，因而陳那繼承古因明學說著成此書，同時創立能立、能破之新說，以顯诸諸法真之体體義。
《因明正理門論》內容詮釋因明論理之規則，一一論述真能立、似能立、真能破、似能破、真現量、似現量、真比量、似比量八門，論述因明的九句因、同品定有性與異品遍无性等基本理論。

## 譯本與註疏

### 譯本
- 唐貞觀二十三年（649），玄奘譯《因明正理門論本》，為同本異譯
- 唐景雲二年（711），義淨譯《因明正理門論》[2]，此版本比《因明正理門論》多出三百餘字釋文，其餘部分則幾乎一致

### 註疏
《因明正理門論》在唐代注疏很多，但大多不傳，幾乎為近代作品
- 欧阳渐的《本叙》
- 吕澄与释印沧《本证文》
- 日本学者宇井伯寿《解说》
- 近代沈剑英《因明正理门论译解》
- 近代巫寿康《因明正理门论研究》
- 近代郑伟宏《因明正理门论直論》